# Liste des ducs de Piney-Luxembourg
Pour les articles homonymes, voir Tingry.
Le titre de duc de Piney est créé en 1576 par Henri III au bénéfice de François de Luxembourg. En 1581, la pairie est attachée à ce titre. Il fait référence à la commune française de Piney, aujourd'hui située dans le département de l'Aube.
Le titre passe successivement aux maisons d'Albert et de Clermont-Tonnerre avant de s'éteindre en 1878 dans la maison de Montmorency.

## Histoire
La baronnie de Piney est tenue par la maison de Brienne depuis le Xe siècle. Elle passe dans la maison de Luxembourg en 1397, lorsque Pierre Ier de Luxembourg, déjà comte de Saint-Pol, hérite du comté de Brienne. En 1482, le comté de Brienne est dévolu à un cadet, Antoine de Luxembourg. Ce dernier transmet Piney en même temps que Brienne à sa descendance.
Antoine II de Luxembourg-Brienne et sa femme Marguerite de Savoie ont trois fils : Jean, qui hérite de Brienne : d'où la suite des comtes de Brienne ; Antoine, qui devient militaire ; et François, qui devient religieux. Initialement, Antoine hérite de la baronnie de Piney, mais sa mort au combat en 1573 laisse à François la terre de Piney. François de Luxembourg quitte la robe pour l'épée, qu'il met au service de Charles IX.
François de Luxembourg-Brienne baron de Piney et prince de Tingry, en tant que descendant de la maison de Luxembourg, revendique le droit de porter le titre de duc de Luxembourg, qui n'est plus porté de manière autonome depuis le milieu du XVe siècle. En fait, depuis 1549, il est devenu l'un des nombreux titres du roi d'Espagne. En 1576, le roi Henri III accède à cette demande et érige la baronnie de Piney en duché pour remercier François de Luxembourg de ses « bons et loyaux services ». Le duché comprend les terres d'Amance, Brévonnes, Champ-sur-Barse, Géraudot, Lesmont, Onjon, Pel-et-Der, Piney, Puits-et-Nuisement, Rouilly-Sacey, Val-d'Auzon, Vauchonvilliers, Vendeuvre. Même s'il est officiellement duc de Piney, François de Luxembourg se dit « duc de Luxembourg ».
Par lettre patente d'octobre 1581, enregistrée le 29 décembre 1581, il obtient la pairie. Comme d'autres titres créés au XVIe siècle, le titre de Piney n'est pas restreint aux seuls héritiers mâles du premier bénéficiaire, mais peut être transmis à des femmes. Après l'extinction de la maison de Luxembourg, le titre se transmet à la maison d'Albert, à celle de Clermont-Tonnerre, enfin à celle de Montmorency. En 1661, le 4e duc, un handicapé mental sous tutelle de sa famille, Henri d'Albert, « renonce » à ses titres au bénéfice de sa demi-sœur Madeleine de Clermont-Tonnerre pour se faire diacre. Louis XIV autorise le transfert du duché aux Montmorency (Madeleine est la femme du maréchal François-Henri de Montmorency-Luxembourg), à la condition qu'il soit désormais considéré pour les questions de préséance, comme créé en 1661. Louis XIV souhaita favoriser un de ses grands soldats alors qu’un long procès avait opposé les branches cousines de Montmorency et de Béon-Luxembourg (Maison de Béon) pour ce duché
La maison de Montmorency hérite du titre, avec deux maréchaux de France : François-Henri de Montmorency-Luxembourg (1628-1695), dit le Tapissier de Notre-Dame pour les bannières prises à l'ennemi dans une fameuse bataille, et son petit-fils Charles II de Montmorency-Luxembourg (1702-1764).
Avec le temps, le duché s'adjoint des seigneuries du comté de Brienne : Brienne-la-Vieille, Brienne-le-Château, Jessains, Précy-Saint-Martin, Saint-Léger et Unienville.

## Liste des ducs de Piney

### Maison de Luxembourg

Armes des ducs de Piney : le lion à queue double du Limbourg. Repris également par les ducs de la famille d'Albert.

- 1581-1613 : François de Luxembourg (1542-1613), 1er duc de Piney, fils d'Antoine II de Luxembourg. Marié en 1576 à Diane d'Aumale (1558-1597), fille de Claude II d'Aumale puis en 1599 à Marguerite de Lorraine-Vaudémont (1564-1625), fille de Nicolas de Mercœur et sœur de Louise de Lorraine.
- 1613-1616 : Henri de Luxembourg (1583-1616)[1], 2e duc de Piney, fils du précédent et de Diane d'Aumale. Marié en 1597 à Madeleine de Montmorency (1582-1615), fille de Guillaume de Montmorency-Thoré, dont deux filles : 
  - Marguerite-Charlotte de Luxembourg (1607-1680), épouse 1o de Léon d'Albert (frère cadet du connétable-duc de Luynes ; d'où le duc Henri d'Albert-Luxembourg), puis 2o de Charles-Henri II de Clermont-Tonnerre (fils de Charles-Henri Ier ; d'où Madeleine de Clermont-Tonnerre-Luxembourg) ;
  - et Marie-Liesse de Luxembourg (1611-1660), mariée à Henri de Lévis (1596-1651), 3e duc de Ventadour, vice-roi de Nouvelle-France (1625-1627).
- 1620-1630 : Marguerite-Charlotte de Luxembourg (1607-1680), 3e duchesse de Piney, fille du précédent. Elle renonce une première fois à son titre en 1630 au bénéfice de son fils Henri d'Albert, puis une seconde en 1661 au bénéfice de sa fille Madeleine de Clermont-Tonnerre.

### Maison d'Albert
- 1630-1661 : Henri d'Albert-Luxembourg (1630-1697), 4e duc de Piney, fils de Marguerite-Charlotte et de son 1er mari Léon d'Albert de Luynes (1582-1630).

### Maison de Clermont-Tonnerre
- 1661-1701 : Madeleine de Clermont-Tonnerre (1635-1701), 5e duchesse de Piney, fille de Marguerite-Charlotte de Luxembourg et de son second mari Charles-Henri de Clermont-Tonnerre (1607-1674 ; fils de Charles-Henri de Clermont-Tonnerre).

### Maison de Montmorency

Armes des ducs de Piney de la maison de Montmorency : la croix des Montmorency associée au lion des Luxembourg.

- 1661-1695 : François-Henri de Montmorency-Bouteville (1628-1695), époux de la duchesse Madeleine, duc jure uxoris de Piney, dit le « maréchal de Luxembourg ». Il se lance dans un procès avec les autres pairs de France pour obtenir la préséance du duché de 1581.
- 1701-1726 : Charles Ier de Montmorency-Luxembourg (1662-1726), 6e duc de Piney, fils des précédents (et frère aîné de Paul-Sigismond, duc de Châtillon, arrière-grand-père de Charles III ci-dessous), premier duc de Beaufort, puis de Montmorency. Il continue le procès de son père qui est résolu par un édit de 1711 rangeant le duché au rang de 1661. Marié en 1686 à Marie-Anne d'Albert (1671-1694), puis en 1696 à Marie Gilonne Gillier, marquise de Clérembault († 1709), fille de René Gillier de Clérembault.
- 1726-1764 : Charles II de Montmorency-Luxembourg (1702-1764), 7e duc de Piney, 2e duc de Montmorency (Beaufort), fils du précédent. Dit, comme son grand-père, le « maréchal de Luxembourg ». Marié en 1724 à Sophie Colbert (1709-1747), marquise de Seignelay, comtesse de Tancarville, dame de Gournay (petite-fille de Jean-Baptiste Colbert de Seignelay), d'où la suite des ducs de Montmorency (Beaufort) par leur petite-fille Charlotte-Anne-Françoise, épouse de Léon II de Montmorency-Fosseux. En 1750 Angélique de Neufville (1707-1787), fille de Louis Nicolas de Neufville de Villeroy, devient duchesse de Montmorency et de Piney-Luxembourg en épousant, comme sa 2e femme, le 2e maréchal de Luxembourg, Charles II.
- 1764-1803 : Charles III de Montmorency-Luxembourg (1737-1803), 4e duc de Châtillon, puis 8e duc de Piney, petit-cousin du précédent.
- 1803-1861 : Charles IV de Montmorency-Luxembourg (1774-1861), 9e duc de Piney, 5e duc de Châtillon, fils du précédent.
- 1861-1878 : Joseph de Montmorency-Luxembourg (1802-1878), 10e duc de Piney, 3e duc de Beaumont et 10e prince de Tingry, dernier représentant masculin de la maison de Montmorency en France, cousin du précédent.